# François Gommers
François Gommers est un footballeur belge né le 5 avril 1917 à Anvers (Belgique) et mort le 20 avril 1996.
Il a été défenseur au Beerschot VAC avec lequel il a été deux fois Champion de Belgique en 1938 puis 1939.
Il a également été international belge en 1938, lors de deux matches amicaux. 
Il termine sa carrière en 1946, au Standard de Liège, puis il revient dans son premier club où il entraîne les joueurs de l'équipe première, en 1952-1953.

## Palmarès
- International en 1938 (2 sélections)
- premier match international : France-Belgique, 5-3, le 30 janvier 1938
- Présélectionné pour la Coupe du monde 1938 (ne joue pas)
- Champion de Belgique en 1938 et 1939 avec le Beerschot VAC